# Aplanodes sisymbrioides
Aplanodes sisymbrioides là một loài thực vật có hoa trong họ Cải. Loài này được (Schltr.) Marais mô tả khoa học đầu tiên năm 1966.